# Raión de Ostrogozhsk
El raión de Ostrogozhsk (ruso: Острого́жский райо́н) es un distrito administrativo y municipal (raión) ruso perteneciente a la óblast de Vorónezh. Se ubica en el oeste de la óblast. Su capital es Ostrogozhsk.
En 2021, el raión tenía una población de 55 747 habitantes.
El raión es limítrofe al suroeste con la óblast de Bélgorod.

## Subdivisiones
Comprende ochenta localidades, agrupadas en veinte ayuntamientos, que son la ciudad de Ostrogozhsk y los siguientes diecinueve asentamientos rurales:
- Beriózovo
- Boldyrevka
- Veretye
- Gniloye
- Dálniaya Polubianka
- Devitsa
- Korotoyak
- Krivaya Poliana
- Krínitsa
- Mastiúguino
- Nizhni Olshan
- Petrénkovo
- Petropávlovka
- Soldátskoye
- Storozhevoye 1-ye
- Ternóvoye
- Uryv-Pokrovka
- Jojol-Trostianka
- Shubnoye